# Nakar (Guéguéré)
Nakar est une localité du département de Guéguéré, dans la province d’Ioba (région du Sud-Ouest) au Burkina Faso. En 2006, cette localité comptait 1 637 habitants dont 51.4% de femmes.